# Институт за нуклеарне науке Винча
Институт за нуклеарне науке „Винча” основан је 1948. године као истраживачки центар за реализацију нуклеарног програма СФР Југославије. Данас је „Винча” научни институт који покрива велики број не само нуклеарних већ и биолошких, физичких и техничко-технолошких дисциплина.
Области истраживања су: физика, хемија, биологија, енергетика, заштита од зрачења и заштита животне средине, здравље и животна средина, наука са акцелераторима, наука о материјалима. Све ове области припадају групи природних и техничких наука. Због мултидисциплинарности рада у институту, он је способан да одговори на главне стратешке правце истраживања који су постављени на нивоу државе: нови материјали и нанонауке, енергетика, биомедицина и заштита животне средине.
Неке од лабораторија су: Лабораторија за физику, Лабораторија за нуклеарну физику, Лабораторија за физичку хемију, Лабораторија за молекуларну биологију и ендокринологију, Лабораторија за радијациону хемију и физику и многе друге.
Институт је лидер на високо-технолошком тржишту у областима заштите од јонизујућег зрачења, производњи и промету радиофармацеутика, испитивању и верификацији мера енергетске ефикасности у термоенергетским постројењима, еталонирању опреме и испитивању производа. Лабораторија за заштиту од зрачења и заштиту животне средине има развијену сарадњу са светским агенцијама у области радијационе сигурности, врши контролу извора зрачења и водећа је институција у овој области у Србији. Поред организационих јединица које се баве еталонирањем температуре, влажности и притиска, у институту постоји Центар за моторе и возила која је акредитован као контролно тело и лабораторија за прото-типска и хомологациона испитивања возила. У оквиру института послује биро за сертификацију у чијим испитивањима учествују испитне лабораторије Института „Винча” као што су центар за противексплозивну заштиту и Лабораторија за радијациону хемију и физику. Спољнотрговински промет Института „Винча” је регистрован за трговину на велико, складиштење и шпедитерско посредовање фармацеутским и хемијским производима. Такође у оквиру Института постоји и Центар за перманентно образовање који се више од 50 година бави стручним образовањем у привреди, здравству и науци. У области заштите животне средине Лабораторија за физичку хемију је стекла озбиљну репутацију у санирању проблема неадекватних грађевинских материјала, као и пратећим анализама.
Сваке године Институт се у оквиру програма „Хоризонт 2020” преко Министарства просвете, науке и технолошког развоја у сарадњи са Центром за промоцију науке појављује са својим резултатима на Сајму књига, у циљу размене својих достигнућа.
26. априла 2016. године је одржана ванредна Конференција Друштва за заштиту од зрачења Србије и Црне Горе под називом „30 година од Чернобиља”. Монографија „Чернобиљ 30 година после” је показала велико интересовање шире јавности. Термотехника (часопис); Nuclear Technology and Radiation Protection и Thermal Science (часопис) су светски признати часописи са високим импакт факторима. У току су и припреме Винчиних издања за Google Books.
У оквиру Винчиних научионица редовно се одржавају програми из различитих области наука. Поводом дана Института 20. маја 2017. Институт је посетило преко 600 ученика, студената и професора.
У току је унос података за Доситеј базу истраживача.

## Историја
Институт за нуклеарне науке „Винча” основан је 1948. године као научни центар за истраживање најсавременијих тема у основним природним наукама — физици, хемији и биологији. Заправо, баш тим редом. Задатак да оснује институт добио је професор Павле Савић, физикохемичар, који је позван назад у Југославију из Института за физичке проблеме у Москви, где је радио у лабораторијама академика, касније Нобеловца, Пјотра Леонидовича Капице од последње године Другог светског рата.
Изградњи Института за испитивање материја, како га је звао, односно Института за физику, како је касније гласио званични назив, Павле Савић је посветио све своје снаге, вољу и преданост. Уз њега је учествовало неколико колега ентузијаста, али је све битније послове урадио управо он сам. Зна се, рецимо, да је већину почетних лабораторија (за физику, хемију и биологију) сам пројектовао и надгледао изградњу, тако што је боравио у близини градилишта, на сеоском имању и спавао на слами у амбару. Касније је координисао опремање института инструментима за научна истраживања, које је добрим делом успео да добије из иностранства на рачун ратних репарација.
Окупио је у Институту тадашњу младу научну елиту Југославије, углавном од стручњака ентузијаста који су тек завршили школовање. Радила су се истраживања која су дефинитивно дала препознатљив допринос почетку такозване „нуклеарне ере” у свету.
У прво време највише су била заступљена истраживања из физике и хемије, а након пар година институту се придружује и Душан Каназир, који отпочиње развој биолошких дисциплина, пре свега у вези са ефектима радиоактивног зрачења. И Каназир и Савић касније су били председници Српске академије наука и уметности.
Убрзо након почетка, институту је била намењена реализација државног нуклеарног програма истраживања, који је окончан 1968. године. Од те године институт наставља истраживања у оквиру мешовитог (не само нуклеарног) концепта. Данас је „Винча” мултидисциплинарни научни институт који покрива велики број научних и техничко-технолошких дисциплина.
Јубилеј 75 година рада свечано је обележен фебруара 2023. године свечаним скупом у Српској академији наука и уметности.
Институту је додељен Сретењски орден другог степена (2024).

## Организација
Од укидања нуклеарног програма 1968. године Институт „Винча” је, због рационализације деловања, подељен на мање истраживачке целине, назване лабораторије. Према Статуту, лабораторије и центри су организационе целине Института.

### Лабораторије
- 010 Лабораторија за физику
- 011 Лабораторија за нуклеарну и плазма физику[3]
- 020 Лабораторија за теоријску физику и физику кондензоване материје[4]
- 030 Лабораторија за радијациону хемију и физику[5]
- 040 Лабораторија за атомску физику[6]
- Лабораторија за физичку хемију[7]
- 060 Лабораторија за хемијску динамику и перманентно образовање[8]
- 070 Лабораторија за радиоизотопе[9]
- 080 Лабораторија за радиобиологију и молекуларну генетику[10]
- 090 Лабораторија за молекуларну биологију и ендокринологију[11]
- 100 Лабораторија за заштиту од зрачења и заштиту животне средине[12]
- 140 Лабораторија за термотехнику и енергетику[13]
- 160 Центар за моторе и возила[14]
- 170 Лабораторија за материјале[15]
- 180 Центар за мултидисциплинарна истраживања и инжењеринг[16]
- 240 Спољнотрговински промет[17]
- 280 Центар за противексплозиону заштиту[18]
- БИРО - Биро за сертификацију[19]
- Ц. П.О.- Центар за перманентно образовање[20]
- Радијациона јединица за индустријску стерилизацију и конзервацију[21]

## Реактори
У институту постоје два реактора, РА и РБ. Реактор РА је 1984. затворен, а реактор РБ је и даље у употреби.

### Реактор РА
Реактор РА снаге 6,5 MW модериран је и хлађен тешком водом. Купљен је 1955. као готов производ Института за теоријску и експерименталну физику из Москве. Почео је са радом децембра 1959. године. Користио је 2% обогаћено гориво од металног уранијума. Године 1976. прелази се на високо обогаћено гориво, са 80% обогаћеним уранијум диоксидом набављени из фабрике у Новосибирску. Реактор РА је радио до августа 1984. када је заустављен због замене горива и планиране реконструкције. Због многобројних техничких, административних и политичких разлога реактор до 2002. није поново пуштен у погон. Већ у јулу исте године доноси се одлука о трајном престанку рада реактора РА и о приступању његовој декомисији.
Техничке спецификације:
- Тип реактора: реактор са тешком водом
- Термална снага: 6.500
- Максимални флукс термалних неутрона: {\displaystyle 10^{14}} {\displaystyle {\frac {n}{(cm^{2}*s)}}}
- Максимални флукс брзих неутрона: {\displaystyle 6*10^{13}} {\displaystyle {\frac {n}{(cm^{2}*s)}}}
- Материјал за модерирање: тешка вода
- Материјал за хлађење: тешка вода
- Приморана конвекција: да
- Рефлектор: тешка вода и графит
- Број страна с рефлектором: 4
- Материјал за контролу: кадмијум
- Број контролних елемената у реактору: 11

Делови за експерименте:
- Број хоризонталних канала: 6
- Примарна употреба хоризонталних канала: физика чврстог стања, нуклеарна физика, дозиметрија
- Број вертикалних канала: 45
- Максимални вертикални флукс: {\displaystyle 10^{14}} {\displaystyle {\frac {n}{(cm^{2}*s)}}}
- Примарна употреба вертикалних канала: продукција радиоизотопа

Гориво у ректору:
- Критична маса, минимална: 3
- Порекло фисионог материјала: СССР
- Обогаћивање омогућава: СССР
- Димензије контролних елемената: дужина 112 mm, пречник 35/31
- Димензија шипки: дужина 6.000 mm, пречник 43/41
- Материјал: алуминијум
- Дебљина пресвлаке: 1

### Реактор РБ
Прва идеја за конструкцијом новог реактора потиче из 1956. године, споразумом са руским партнером о набавци нуклеарног горива од природног уранијума и тешке воде. Пројектовање и изградња реактора РБ завршена је у току 1957. године, а наредне године пуштен у рад.
Реактор РБ је прво био пројектован како реактор без рефлектора, модериран тешком водом, нулте снаге. Као гориво коришћен је природни уранијум, што је омогућавао тешководни модератор неутрона. Прву критичност је достигао априла 1958. године. И данас, овај реактор и даље ради, за разлику од реактора РА, и првенствено се користи за истраживања у области физике чврстог стања, неутронове активационе анализе и тренирања студената.
Техничке спецификације
- Тип реактора: реактор са тешком водом
- Максимални флукс термалних неутрона: {\displaystyle 10^{7}} {\displaystyle {\frac {n}{(cm^{2}*s)}}}
- Максимални флукс брзих неутрона: {\displaystyle 2,7*10^{6}} {\displaystyle {\frac {n}{(cm^{2}*s)}}}
- Материјал за модерирање: тешка вода
- Материјал за хлађење: тешка вода
- Природна конвекција: да
- Рефлектор: тешка вода
- Број страна с рефлектором: 4
- Материјал за контролу: кадмијум
- Број контролних елемената у реактору: 4

Делови за експерименте:
- Број хоризонталних канала: 1
- Максимални хоризонтални флукс: {\displaystyle 10^{7}} {\displaystyle {\frac {n}{(cm^{2}*s)}}}
- Употреба хоризонталних канала: озрачивање фолија
- Број вертикалних канала: 4
- Максимални вертикални флукс: {\displaystyle 8*10^{6}} {\displaystyle {\frac {n}{(cm^{2}*s)}}}
- Примарна употреба вертикалних канала: озрачивање разних узорака, одређивање спектра неутрона

Гориво у ректору:
- Критична маса, минимална: 2,4
- Порекло фисионог материјала: СССР
- Обогаћивање омогућава: СССР
- Димензије контролних елемената: 25,4 x 2.100
- Димензија шипки: ID 1,55 mm, OD 1,75
- Материјал за пресвлачење шипки: алуминијум
- Дебљина пресвлаке: 1